# 川内康范
川内康範（かわうち こうはん，1920年2月26日—2008年4月6日），是日本的作詞家、编剧、政治評論家、作家。本名川内潔（かわうち きよし）。北海道函館市出身。

## 作品
- 恍惚
- Niko-yon monogatari（1956年）
- 妖云里见快拳传（1956年）
- 怪谈连篇（1957年）
- 喋喋不休社长（1957年）
- 月光假面（1958年）
- Senjô no nadeshiko（1959年）
- 七色假面（1959年）
- 阿拉的使者（1960年）
- 飞渡水户黄门海（1961年）
- 比谁都爱你（1961年）
- 用心去爱（1961年）
- Jigoku ni makkana hana ga kaku（1961年）
- 被夜雾沾湿的女人（1962年）
- 东京流浪者（1966年）
- 爱之入骨（1966年）
- 彩虹化身侠（1972年）
- 光之戰士 鑽石眼（1973年）
- 飛鷹人 （1975年）
- 聪明的一休
- 莫克和甜甜ドリモグだァ!! (1986)